# Философско-исторически факултет, Пловдивски университет
Философско-историческия факултет към Пловдивски университет „Паисий Хилендарски“, организира и провежда обучение по акредитирани програми на образователно-квалификационните степени бакалавър, магистър и доктор в професионалните направления история и археология, социология, антропология и науки за културата, религия и философия. Факултетът работи в сътрудничество с чуждестранни университети, благодарение на програмата Еразъм+.
Към факултета функционират пет научни центъра – Институт за критически социални изследвания със статут на съвместно звено на ПУ и фондация „Критика и хуманизъм“, Изследователски център „Наука, технологии и иновации“, Университетски център за християнско изкуство и култура, Център за антропологични и етносоциологически изследвания, Център по Философия и психично здраве.

## История
Философско – историческият факултет към пловдивски университет „Паисий Хилендарски“ е учреден с решение на МС на 13.05.2004 г. Негов пръв декан с два пълни мандата, става доц. д-р Мария Шнитер. Под нейно ръководство се изгражда интердисциплинарния характер на Факултета, който предоставя възможността за обучение по четири научни направления –
1. История и археология
2. Социология, антропология и науки за културата
3. Теология и религия
4. Философия.

В съответствие със Закона за висше образование и изискванията на Националната агенция за образование и акредитация са акредитирани образователно квалификационните степени бакалавър и магистър на специалностите археология, етнология, история, социална антропология, социология (социология и науки за човека; социология на правото, икономиката и иновациите), теология и философия. Разработени са цялостни докторантски програми към отделните специалности от професионално направление Социология, антропология и науки за културата, които получават акредитация през 2013 г. На всички нива на обучението е въведена функционираща кредитна система.
Преподавателите от Факултета осъществяват интензивна изследователска работа. Те са участници и организатори на национални и международни научни форуми Програмите за обмен дават възможност за провеждане на кратки или по-продължителни научни визити в чужбина. Поради спецификата на образованието по етнология, социална антропология, история и социология се осигурява системна теренна работа още от първите семестри на обучението. Студентите – бакалаври, магистри и докторанти се включват в реални изследователски проекти под ръководството на изявени в областите си специалисти.

### Постижения
През времето на своето съществуване във философско – историческия факултет са обучени 13 докторанти, от които успешно получават образователната и научна степен „доктор“ 6 души. В контекста на разбирането на докторантурата като образователна степен са разработени цялостни докторантски програми по Етнология, Социална антропология, Социология и Науки за културата. Всички те са получили най-висока оценка при акредитацията им.
Към факултета функционират пет научни центъра – Институт за критически социални изследвания със статут на съвместно звено на ПУ и фондация „Критика и хуманизъм“, Изследователски център „Наука, технологии и иновации“, Университетски център за християнско изкуство и култура, Център за антропологични и етносоциологически изследвания, Център по Философия и психично здраве. Съчетанието от специалности и академичен състав във философско – историческия факултет предлага ресурси за разработването на интердисциплинарни научни и образователни проекти и програми.
Факултетът разполага с компютърна зала и локална компютърна мрежа.

## Ръководство
- Декан – доц. д-р Красимира Кръстанова
- Заместник – декан – доц. д-р Симеон Кацаров
- Заместник – декан – доц. д-р Стойка Пенкова
- административен сътрудник – Десислава Димитрова
- административен секретар – Кремена Цанкова

## Катедри
- Етнология
- История и археология
- Приложна и институционална социология
- Социология и науки за човека
- Теология
- Философия

През настоящата учебна година Факултетът предлага 18 магистърски програми.